# 康金街道
康金街道是中国黑龙江省哈尔滨市呼兰区下辖的一个街道。

## 行政区划
康金街道下辖以下社区：
滨才社区、幸福里社区、裕民社区、华城社区、公园里社区、美雅社区、福民社区、泓林社区、荣军社区、凤栖湖社区和农垦社区。